# 레슬리 그로브스
레슬리 리처드 그로브스 주니어(영어: Leslie Richard Groves Jr., 1896년 8월 17일 ~ 1970년 7월 13일)는 미국의 육군 군인으로 펜타곤 건설을 감독했으며, 제2차 세계대전 당시 맨해튼 계획을 총괄한 미국 육군 공병대 소속의 장교이다.
맨해튼 프로젝트는 1945년 7월 16일 미국 뉴멕시코주 사막에서 실시된 인류 최초의 플루토늄 폭탄 실험이며, 아인슈타인이 루스벨트 대통령을 설득하였고, 원자폭탄 선계와 조립은 오펜하이머가 담당했고, 최고 책임자는 레슬리 그로브스 장군이었다. 그는 비밀 연구소를 건설하고, 13개 주 37개 시설과 12곳의 대학 부설 연구소, 10만 명의 종사자들을 연결하는데 탁월한 능력을 보였다.